# Rafelguaraf
Rafelguaraf (en valencien et en castillan) est une commune de la province de Valence, dans la Communauté valencienne, en Espagne. Elle est située dans la comarque de la Ribera Alta et dans la zone à prédominance linguistique valencienne. Sa population s'élevait à 2 476 habitants en 2013.

## Géographie

Localisation de Rafelguaraf
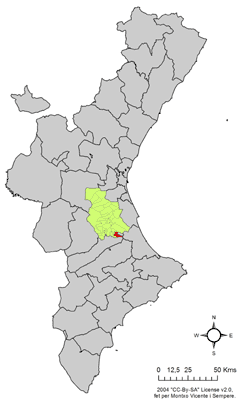
dans la Communauté valencienne.
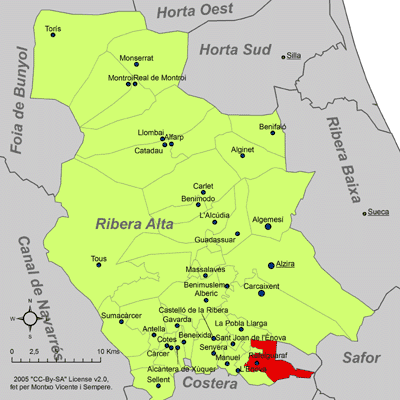
dans la comarque de la Ribera Alta.

### Localités limitrophes
Le territoire communal de Rafelguaraf est voisin de celui des communes suivantes :
Barxeta, Carcaixent, L'Ènova, Xàtiva, La Pobla Llarga et Simat de la Valldigna, toutes situées dans la province de Valence.

## Démographie
| 1990  | 1992  | 1994  | 1996  | 1998  | 2000  | 2002  | 2004  | 2005  | 2006  |
| ----- | ----- | ----- | ----- | ----- | ----- | ----- | ----- | ----- | ----- |
| 2.432 | 2.440 | 2.455 | 2.478 | 2.453 | 2.406 | 2.359 | 2.398 | 2.413 | 2.390 |

## Administration
Liste des maires, depuis les premières élections démocratiques.
| Législature | Nom du Maire                                             | Parti politique |
| ----------- | -------------------------------------------------------- | --------------- |
| 1979-1983   | Federico Merín Fayos                                     | UCD             |
| 1983-1987   | Julio Fuster Navarro (décès en 1984)/Carlos Merín Garcia | PSPV-PSOE       |
| 1987-1991   | Carlos Merin Garcia                                      | CDS             |
| 1991-1995   | Rafael Copovi Catalá                                     | PSPV-PSOE       |
| 1995-1999   | Emilio Domenech Copovi/Federico Tormo Vidal              | UV/PP           |
| 1999-2003   | Federico Tormo Vidal                                     | PP              |
| 2003-2007   | Federico Tormo Vidal                                     | PP              |
| 2007-2011   | Federico Tormo Vidal                                     | PP              |

### Sources
- (es) Cet article est partiellement ou en totalité issu de l’article de Wikipédia en espagnol intitulé « Rafelguaraf » (voir la liste des auteurs).